# Denby Pottery Company
Denby Pottery Company Ltd — британская компания по производству керамики, расположенная в деревне Денби (англ.) в Дербишире.

## История

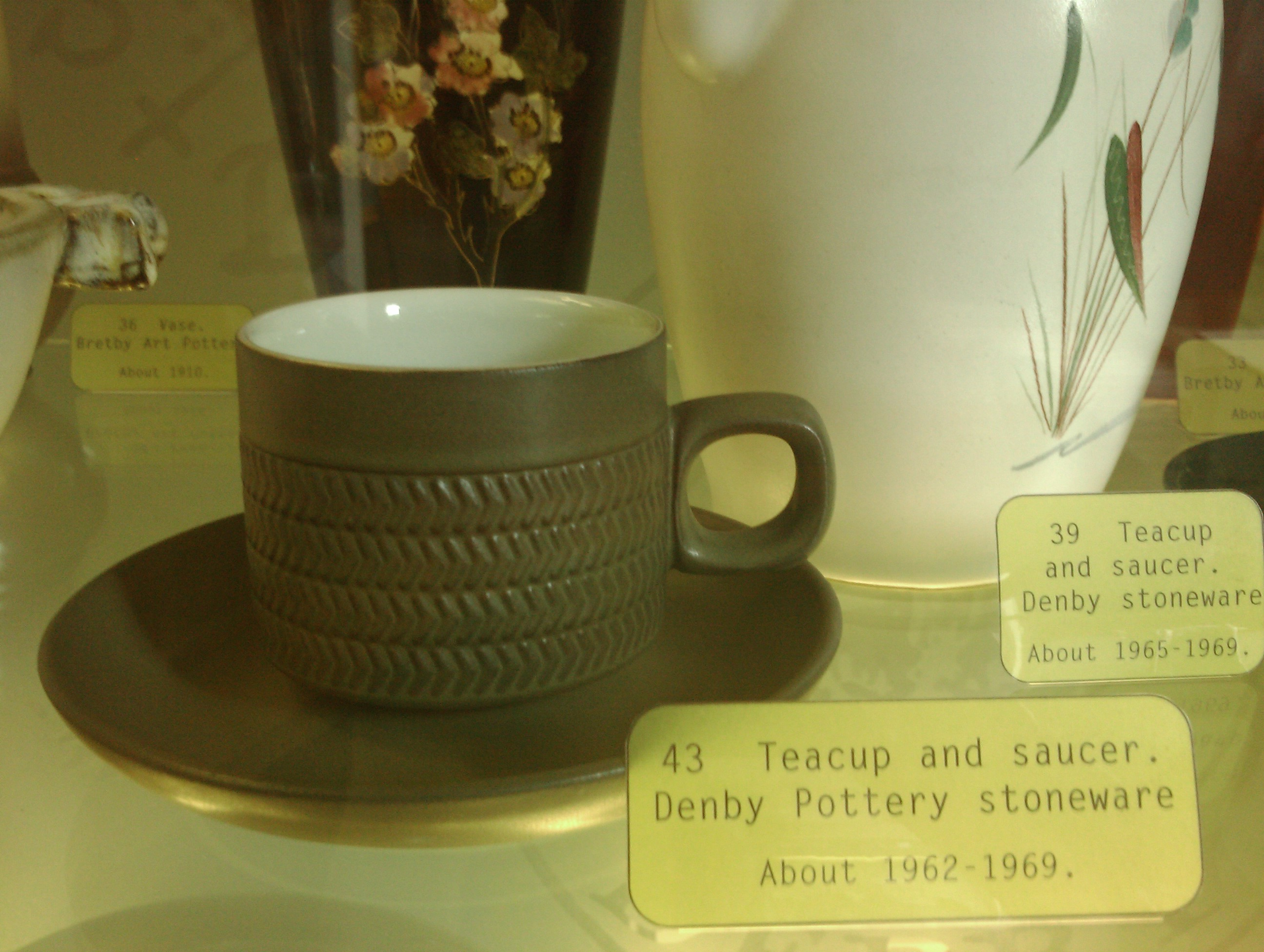
Чашка и чайник Denby Pottery из коллекции Музея и художественной галереи Дерби

Изготовление керамики в Денби началось в имении Уильяма Друри-Лоуэ (англ.) в 1809 году и изначально ограничивалось глиняными бутылками. Производством руководил Иосиф Йегер в партнёрстве с Робертом Чарльзом Джорджем Брохером. Партнёрство было распущено в 1814 году. К тому времени, глина из запасов уже использовалась в керамике, производимой в Белпере. В начале 1815 года Уильям Борн из Белперской керамики и его сыновья Уильям, Джон и Джозеф взяли фабрику Брохера и Йегера в аренду на 21 год. Джозеф Борн руководил параллельным производством в Денби и Белпере до 1834 года, после чего закрыл фабрику в Белпере и перевёз всё оборудование и рабочую силу в Денби. Позже Борн приобрёл Codnor Park and Shipley Potteries, и объединил их с производством в Денби в той же манере. Затем Джозеф Борн взял в партнёры своего сына, Джозефа Харви Борна, и компания стала известна как Джозеф Борн и сыновья, причём название сохранялось даже после смерти основателя в 1860 году.
Использование нового запатентованного процесса сушки изобретённого Нидхемом и Кайтом из Воксхолла (англ.) позволило производить не менее 25 тонн сырья ежедневно. В XIX веке большинство производимых изделий из каменной керамики были глазированы солью (англ.). Борн запатентовал улучшенные печи для обжига керамики в 1823 и 1848 годах. Гончарное производство выпускало широкий спектр утилитарных товаров, включая телеграфные изоляторы, бутылки для чернил, банки для маринадов и мармелада, бутылки для ликёров и алкоголя, грелки для ног, маслобойки, ступки и пестики, бутылочки для кормления, формы для выпечки, аптекарские банки, табакерки, формы для пудингов, фильтры для воды и так далее. Более декоративные изделия были представлены охотничьими кувшинами с разнообразными лепными украшениями. Также производились товары из терракоты, как утилитарные, так и декоративные.
Компания получала большую пользу от своих транспортных связей с Дерби и за его пределы. В частности, когда Мидлендская железная дорога открыла новую ветку на Рипли, она ответвлялась на Денби Уорф, и конечная станция располагалась практически напротив завода. Каждую неделю три или четыре гружёных вагона направлялись на станцию Чаддесден (англ.), рядом со станцией Дерби, где они прицеплялись к экспрессу до Сент-Панкраса в Лондоне, откуда направлялись на склад компании
Компания, чьё имя главным образом связано с керамикой, первоначально выпускала бутылки и банки, прежде чем начать специализироваться на кухонной посуде, и только потом специализация сместилась на столовую посуду, которой компания славится до сих пор.
В 1987 году компания перешла в руки Coloroll Group (англ.), которая в 1990 году устроила конкурсное производство, компания Денби была выкуплена администрацией и зарегистрирована в 1994 году.
В XXI веке Денби расширила спектр используемых материалов, включив стекло (фужеры, стаканы и кубки), металл (столовые приборы и кухонные принадлежности). Революционным было начало производства в Денби столового и китайского фарфора. Новые продукты имеют минимум украшений и небогатую цветовую гамму, в отличие от большинства производимой керамики, в которой Денби продолжает использовать и яркие цвета, и сложные конструкции.
В 2010 году Denby Pottery купила компанию Burleigh Pottery (англ.), а в 2014-м — компанию Poole Pottery (англ.).